# Erika Rascón
Erika Rascón es artista visual feminista post- fotográfica, Desde 1993 trabaja en proyectos artísticos y culturales. Nació en Anáhuac, Chihuahua, México en 1976. Radica en México.
Es Licenciada en Artes Plásticas por la Universidad Autónoma de Chihuahua en el 2003; trabaja como profesora de hora clase en la Facultad de Artes de la Universidad Autónoma de Chihuahua a partir del 2005. En mayo de 2010 se muda a la Ciudad de México, en 2011 contrae matrimonio con Carlos-Blas Galindo, en junio de 2012 concluye la Maestría en Artes Visuales en la Escuela Nacional de Artes Plásticas (ENAP) de la Universidad Nacional Autónoma de México (UNAM). 
En su obra, que gusta trabajar por amplias series, es constante el tema de lo femenino, al que se aproxima desde diversos enfoques, aprovechando siempre el recurso de la sugerencia, con el que enriquece las posibilidades de lectura de sus trabajos. Así acontece con sus transferencias sobre papel de la serie Crisálidas. También en sus fotografías en blanco y negro con modelo de su serie Desierta. El empleo de la sugerencia resulta básico en su serie Metamorfosis de lo reprimido, plena de una exacerbada sexualidad. Asimismo está presente en su obra procesual para ser vista en Facebook 366 03 06, en la que aborda lo femenino desde la cotidianidad. La sugerencia es fundamental en su proyecto Catherine, integrado con impresiones digitales en tamaños que alcanzan los grandes formatos, así como con ambientaciones transitables. Y, en lo que toca a su producción más reciente, Mutación binaria, lo sugerente resalta en sus imágenes digitales post-fotográficas, en las que aprovecha modificaciones iconográficas generadas sin su intervención directa mediante programas y equipos de cómputo.
A partir de mayo del 2016, como aportación al Movimiento Internacional "Ni una menos", inicia el PROYECTO VIVAS conformado por una serie de piezas procesuales de intervención urbana.

## Trayectoria
Dirigió el Centro de desarrollo artístico infantil y juvenil Interarte de 1993 a 2003. Fue directora de la galería de arte Galera en 2009. Desde el año 2000, ha sido coordinadora y gestora de proyectos culturales y artísticos, fue integrante del Comité Organizador del Mes de la Gráfica en 2006 y 2007, organizado por el entonces Instituto de Bellas Artes de La Universidad Autónoma de Chihuahua fue coordinadora general del colectivo Norte 23 del 2008 al 2010 llevando a término la clínica de producción artística impartida por el Maestro Othón Téllez (2008-2009), que tuvo como producto la exposición que lleva por nombre Individualidad y contexto, cuyo impacto fue significativo en el ámbito del arte y la cultura local. Ha colaborado en proyectos especiales con dirección de performances en eventos como El Sauce y la palma en el Festival Internacional Chihuahua (2009) y Homenaje a Remedios Varo en el Museo Chihuahuense de Arte Contemporáneo Casa Redonda (2009). Actualmente es coordinadora del área de proyectos especiales en el Laboratorio Cultural del Norte.
Ha sido becaria del Fondo Estatal para la Cultura y las Artes “David Alfaro Siqueiros” en la edición 2000-2001 con el proyecto de fotografía alternativa Huella Digital Alternativa Antigua en la categoría de jóvenes creadores; y en la edición 2006-2007 con el proyecto para la realización de un catálogo de murales de la ciudad de Chihuahua: Muros de identidad, pinceladas de nuestra historia, en la categoría de proyectos de difusión del Patrimonio Cultural, libro que fue publicado en 2011 por el Instituto Chihuahuense de la Cultura.

## Exposiciones
Como artista visual cuenta con más de treinta exposiciones colectivas nacionales e internacionales y seis individuales, entre las que destacan:
- Mutación binaria dentro del Festival Internacional Foto México que organiza el Centro de la Imagen (2015)[5]
- Muestra fotográfica colectiva con motivo del 50 aniversario del Museo de Arte Moderno en el Distrito Federal (2014)[6]
- 3660606 Pieza procesual desarrollada en Facebook con una foto (selfie) diaria (febrero de 2011 - marzo de 2012)[7]
- Aleph colectiva dentro de Fotoseptiembre, Sala Roberto Garibay en la Academia de San Carlos en el Distrito Federal (2011)[8]
- Campeón sin corona instalación colectiva con Pedro Rueda, Julio Rueda y César López en la Galería AB del Centro Nacional de las Artes (2011)[9]
- Individualidad y contexto exposición en el Museo Chihuahuense de Arte Contemporáneo Casa Redonda, curaduría por el Maestro Othón Téllez (2010)[10]
- Imágenes del Desierto exhibición colectiva itinerante en diferentes ciudades de Brasil (2003)
- Huella Digital, Alternativa Antigua (2001)[11]

## Publicaciones
- Muros de Identidad, pinceladas de nuestra historia (2011)
- Catálogo de la exhibición Ouroboros - a Mexican cycle: features the work of Pablo López Luz, Fernando Montiel Klint and Dulce Pinzon (2012)